# Revest-des-Brousses
Revest-des-Brousses – miejscowość i gmina we Francji, w regionie Prowansja-Alpy-Lazurowe Wybrzeże, w departamencie Alpy Górnej Prowansji.

## Demografia
Według danych na rok 1990 gminę zamieszkiwało 151 osób, a gęstość zaludnienia wynosiła 7 osób/km². W styczniu 2015 r. Revest-des-Brousses zamieszkiwało 279 osób, przy gęstości zaludnienia wynoszącej 12,9 osób/km².